# Waka Flocka Flame
Juaquin James Malphurs (Atlanta, 31 de maio de 1986), mais conhecido pelo seu nome artístico Waka Flocka Flame, é um rapper norte-americano associado à 1017 Brick Squad Records e à Warner Bros. É um artista do género southern hip hop, mais conhecido pelos seus singles "O Let's Do It" com Cap (remix com Diddy, Rick Ross & Gucci Mane), "Hard in da Paint" e "No Hands" com Roscoe Dash & Wale, inclusos em seu álbum de estreia Flockaveli. Waka Flocka Flame já anunciou que o seu segundo álbum, Triple F Life: Friends, Fans and Family, que contém o single "Round of Applause" com Drake, será lançado durante a primavera de 2012. Em 2013, participou do remix de Scream & Shout junto com will.i.am, Britney Spears, Hit-Boy, Lil Wayne & Diddy.

## Discografia

### Álbuns de estúdio
| Título                                                                                        | Detalhe do álbum | Posições em paradas músicais | Posições em paradas músicais | Posições em paradas músicais |
| Título                                                                                        | Detalhe do álbum | US                           | US R&B                       | US Rap                       |
| --------------------------------------------------------------------------------------------- | --- | ---------------------------- | ---------------------------- | ---------------------------- |
| Flockaveli                                                                                    | - Lançamento: 5 de outubro de 2010 - Gravadora: 1017 Brick Squad, Asylum, Warner Bros. - Formatos: CD, digital download                      | 6                            | 2                            | 2                            |
| Triple F Life: Fans, Friends & Family                                                         | - Lançamento: 12 de junho de 2012 - Gravadora: 1017 Brick Squad, Brick Squad Monopoly, Asylum, Warner Bros. - Formatos: CD, digital download | 10                           | 2                            | 1                            |
| "—" indica que a gravação não foi incluída nas paradas ou não foi distribuída naquela região. | |                              |                              |                              |

## Singles

### Como artista principal
| Título                                                                                        | Ano  | Posições em paradas músicais | Posições em paradas músicais | Posições em paradas músicais | Certificações       | Álbum                                 |
| Título                                                                                        | Ano  | US                           | US R&B                       | US Rap                       | Certificações       | Álbum                                 |
| --------------------------------------------------------------------------------------------- | ---- | ---------------------------- | ---------------------------- | ---------------------------- | ------------------- | ------------------------------------- |
| "O Let's Do It" (featuring Cap)                                                               | 2009 | 62                           | 12                           | 7                            |                     | Flockaveli                            |
| "Hard in da Paint"                                                                            | 2010 | —                            | 28                           | 20                           | - RIAA: Gold        | Flockaveli                            |
| "No Hands" (featuring Roscoe Dash and Wale)                                                   | 2010 | 13                           | 2                            | 1                            | - RIAA: 3× Platinum | Flockaveli                            |
| "Grove St. Party" (featuring Kebo Gotti)                                                      | 2011 | 74                           | 12                           | 10                           |                     | Flockaveli                            |
| "Round of Applause" (featuring Drake)                                                         | 2011 | 86                           | 15                           | 17                           |                     | Triple F Life: Fans, Friends & Family |
| "I Don't Really Care" (featuring Trey Songz)                                                  | 2012 | 64                           | 25                           | 20                           |                     | Triple F Life: Fans, Friends & Family |
| "Get Low" (featuring Nicki Minaj, Tyga and Flo Rida)                                          | 2012 | 72                           | 67                           | 25                           |                     | Triple F Life: Fans, Friends & Family |
| "—" indica que a gravação não foi incluída nas paradas ou não foi distribuída naquela região. |      |                              |                              |                              |                     |                                       |